# Norsemen de Buffalo
Les Norsemen de Buffalo sont une équipe de hockey sur glace ayant joué dans la North American Hockey League de 1975 à 1976.

## Effectif des Norsemen
Lors de leur seule saison dans la LNAH, les Norsemen ont utilisé 48 joueurs :
| No    | Nom              | Nat. | Position      | Arrivée |
| ----- | ---------------- | ---- | ------------- | ------- |
| +008, | Larry Gould      |      | Ailier gauche |         |
| +011, | Steve Atkinson   |      | Ailier droit  |         |
| +015, | Claude Noël      |      | Attaquant     |         |
| +019, | Paul Crowley     |      | Ailier droit  |         |
| +010, | Charles Labelle  |      | Attaquant     |         |
| +016, | Guy Trottier     |      | Ailier droit  |         |
| +012, | Bryan McSheffrey |      | Attaquant     |         |
| +007, | Dave Peace       |      | Ailier        |         |
|       | Jim Stanfield    |      | Centre        |         |
| +004, | Dave Syvret      |      | Défenseur     |         |
|       | Bob D'Alvise     |      | Centre        |         |
| +003, | Shane McConvey   |      | Défenseur     |         |
| +002, | Wayne Morrin     |      | Défenseur     |         |
| +014, | Fred Hunt        |      | Attaquant     |         |
| +006, | Reg Lahey        |      | Ailier droit  |         |
|       | Cleland Mortson  |      | Ailier droit  |         |
| +009, | Randy Montgomery |      | Ailier gauche |         |
|       | Bill Steele      |      | Ailier droit  |         |
|       | Dave Given       |      | Attaquant     |         |
| +018, | Lou Nistico      |      | Ailier gauche |         |
|       | Greg Neeld       |      | Défenseur     |         |
| +020, | George Kuzmicz   |      | Défenseur     |         |
|       | Denis Anderson   |      | Défenseur     |         |
|       | Paul Heaver      |      | Défenseur     |         |
|       | Robbie Balyk     |      | Ailier gauche |         |
|       | Bob Barnes       |      | Défenseur     |         |
|       | Gord Neilson     |      |               |         |
|       | Ron Snell        |      | Ailier droit  |         |
|       | Gord Davies      |      |               |         |
|       | Derek Harker     |      | Centre        |         |
|       | Rick Cunningham  |      | Défenseur     |         |
|       | Erin Fostey      |      |               |         |
|       | Jean-Luc Phaneuf |      | Centre        |         |
|       | Jim Roffey       |      |               |         |
|       | Jim Makey        |      | Gardien       |         |
| +001, | Bill Cheropita   |      | Gardien       |         |
|       | Willie Marshall  |      | Centre        |         |
|       | Scott Mabley     |      | Défenseur     |         |
|       | Howard Saperston |      | Gardien       |         |
|       | Sean McKenna     |      |               |         |
|       | Onni Nordstrom   |      |               |         |
|       | Dave Tataryn     |      | Gardien       |         |
|       | Steve Siba       |      |               |         |
|       | Buzz Sheain      |      | Gardien       |         |
|       | Cliff Adcock     |      | Gardien       |         |
|       | Pat Rupp         |      | Gardien       |         |
|       | Mario Viens      |      | Gardien       |         |
| +030, | Les Binkley      |      | Gardien       |         |